# Youssouf Ouédraogo
Pour les articles homonymes, voir Ouedraogo.
Youssouf Ouédraogo, né le 25 décembre 1952 à Tikaré dans la région du Centre-Nord (AOF) et mort le 18 novembre 2017 à Abidjan (Côte d'Ivoire), est un économiste, diplomate et homme d'État Burkinabè.
Il a occupé de nombreux postes de responsabilité dans son pays et à l’international. Il est Premier ministre du Burkina Faso entre le 16 juin 1992 et le 22 mars 1994. Jusqu'à sa mort, il est conseiller spécial du président de la Banque africaine de développement (BAD).

## Biographie

### Carrière politique
Titulaire d’un doctorat en marketing obtenu conjointement auprès des universités de Dijon, Clermont-Ferrand et Lyon III en France, Youssouf Ouédraogo enseigne à l’université de Ouagadougou à partir de 1982.    
Il s’engage en politique à la demande de Thomas Sankara (président burkinabé de 1983 à 1987) et exerce la fonction de ministre de la Planification et du Développement populaire à partir de 1984.
Après la mort de Thomas Sankara en 1987, il devient ministre de la Coopération, un poste qu’il conserve jusqu’en 1989, date à laquelle il devient président du Conseil révolutionnaire et social qu’il transformera par la suite en Conseil économique et social.
Youssouf Ouedraogo est choisi par Blaise Compaoré pour diriger le premier gouvernement de la quatrième République en juin 1992. Promoteur de réformes favorables au secteur privé, il engage notamment son gouvernement dans des négociations avec le FMI et la Banque mondiale pour conclure un accord d'ajustement structurel, passage obligé pour accéder aux ressources financières des partenaires techniques et financiers internationaux.
Il pilote la dévaluation du CFA pour le Burkina Faso en 1994 et met en place un programme d'urgence en vue d’amortir les chocs induits. L'échec des négociations avec les syndicats le pousse à la démission en mars de la même année.

### Diplomatie
Youssouf Ouedraogo a également mené une carrière diplomatique. Basé à Bruxelles, il exerce à partir d’octobre 1994 les fonctions d'ambassadeur du Burkina Faso auprès de la Belgique, du Royaume-Uni, du Luxembourg, des Pays-Bas et de l'Union européenne.
Président du Comité des ambassadeurs du groupe Afrique-Caraïbes-Pacifique (ACP), il en est l’un des principaux négociateurs en face de la Commission européenne lors du renouvellement de la IVe Convention devant régir le partenariat ACP-UE pour la période 1995-1999.
Rappelé au Burkina Faso en janvier 1999, il est nommé ministre des Affaires étrangères avec rang de ministre d’État, un poste qu’il conservera jusqu’en 2007.
Il représente l’Afrique au lancement en mars 1999 du partenariat États-Unis-Afrique pour le 21e siècle, aux côtés du président Bill Clinton, le Burkina Faso assurant la présidence de l’Organisation de l'unité africaine (OUA). Il milite en faveur de l'accord préférentiel proposé les États-Unis pour favoriser les relations commerciales avec le continent africain (Agoa) ainsi que la création de la Millenium Challenge Corporation. Il organise également au Burkina la deuxième réunion ministérielle de mise en œuvre du partenariat Afrique - Union européenne (2002), puis le dixième Sommet de la Francophonie (2004).

### Organisations internationales
En septembre 2007, Youssouf Ouédraogo rejoint la Banque africaine de développement à la demande de son président, Donald Kaberuka. Il est nommé conseiller spécial auprès de lui, chargé des questions politiques et diplomatiques.
À ce poste, il contribue notamment à l'approfondissement et à l'élargissement des relations de partenariat entre la banque et ses États membres, les Communautés économiques régionales et les institutions internationales. Il défend également l'idée d'un partenariat renforcé entre le Maghreb et l'Afrique subsaharienne.  

En 2016, il est élu membre associé à l’Académie royale des sciences, des Lettres et des Beaux-Arts de Belgique. Lors de la cérémonie solennelle de réception des nouveaux académiciens le 28 mai, il a l'honneur de s'exprimer au nom des nouveaux académiciens.  

### Mort
Le 17 novembre 2017, Youssouf Ouédraogo décède à Abidjan en Côte d'Ivoire.

## Décorations
- Médaille d'argent (commandeur aujourd'hui) du Flambeau de la Révolution du Burkina Faso (4 août 1985)
- Grand officier de l'ordre national du Burkina Faso (11 décembre 1994)
- Commandeur de l'ordre du Mono du Togo (1er mars 2008)
- Grand officier de l'ordre de la Couronne de Belgique (22 juillet 2005)